# Koprivnik, Kočevje
Koprivnik (nemško Nesseltal) je naselje na Kočevskem Rogu pod 1077 mnm visoko Kopo ob cesti Kočevje - Črnomelj v občini Kočevje.

## NOB
V vasi iz katere so se Kočevarji izselili pozimi 1941/1942, je bila karabinjerska postaja, ki se je maja 1942 umaknila v Kočevje. Nato je bil kraj oporišče partizanskih enot. Ob domobranskem pohodu v Belo krajino novembra 1944 so bili na tem območju hudi boji.

## Kulturna dediščina
Farna cerkev sv. Jakoba je bila zgrajena leta 1622 na lokaciji starejše cerkve iz štirinajstega stoletja. Leta 1949 je bila zažgana in njeni ostanki odstranjeni po letu 1955. Kapela sv. Ane is devetnajstega stoletja izven naselja zraven glavnega pokopališča je bila zažgana leta 1956 in obnovljena leta 1973. Pokopališče je eden izmed deset na Kočevskem kjer so grobovi kočevskih Nemcev večinoma ohranjeni.
Leta 2009 je Matjaž Matko ustanovil "Zavod za ohranitev kulturne dediščine Nesseltal Koprivnik".

## Zgodovina
|             | Zgodovinski pregled |
| ----------- | --- |
|             | Poselitev že v času rimskega imperija. |
| 1400        | Koprivnik (Nesseltal) kot sedež župnije. |
| 1689        | V Slavi vojvodine Kranjske Valvasor omenja Koprivnik in okoliške kraje, ki so bili poznani po suhi robi.                                                                          |
| 1809 - 1814 | V času Ilirskih provinc postane Koprivnik ena od dvanajstih občin v kočevskem kantonu.                                                                                            |
| 1831        | V Prusiji rojen nemški general in kancler grof Leo von Caprivi (+1899). Pisni viri navajajo, da je prednik po očetovi strani, Andrej Kopriva, izviral iz Koprivnika na Kočevskem. |
| 1855        | Epidemija kolere v Koprivniku. |
| 1863        | V sosednji vasi Ovčjak rojen priznani slikar in kipar Michael Ruppe (+1951, Salzburg).                                                                                            |
| 1879        | Ustanovljeno nemško gasilsko društvo Nesseltal (Koprivnik). |
| 1895        | Ustanovljena godba na pihala. |
| 1898        | V Koprivniku začel službovati duhovnik August Schauer (1872 - 1941), med drugim tudi urednik koledarja »Gottscheer Kalender«, ki je izhajal v Koprivniku.                         |
| 1912        | Kraj dobi lastni vodovod. |
| 1941        | Pozimi preselitev nemško govorečih prebivalcev Koprivnika v rajh, na ozemlje med Krko, Savo in Sotlo.                                                                             |
| 1949        | Po nalogu takratnega političnega vodstva 19. 3. požgejo župnijsko cerkev svetega Jakoba.                                                                                          |
| 2008        | Ustanovljen Zavod za ohranitev kulturne dediščine Nesseltal Koprivnik. |

Sklici in opombe